# Internal Security Act
Internal Security Act (Ustawa o bezpieczeństwie państwa; inaczej Subversive Activities Control Act albo McCarran Act) – ustawa uchwalona przez amerykański Kongres we wrześniu 1950, wprowadzająca zakaz rejestracji organizacji komunistycznych.
W zakładach, których produkcja została uznana za istotną dla obronności kraju, nie mogły pracować osoby popierające komunizm. Zwolennicy komunizmu bądź ci, którzy należeli do organizacji popierających komunizm, nie mogli przekraczać granicy USA.
W przypadku wprowadzenia stanu wyjątkowego istniała możliwość powołania obozów koncentracyjnych dla komunistów.
W 1965 Sąd Najwyższy uchylił tę ustawę uznając ją za sprzeczną z prawami obywatelskimi.